# Heinz Hoenig
Heinz Hoenig, o Heinz Hönig, Heinz Hönig-Honigbaum (Landsberg am Lech, 24 settembre 1951) è un attore tedesco, noto per aver recitato nel 1981 come Funkmaat Hinrich nel film di Wolfgang Petersen U-Boot 96.

## Biografia
Heinz Hoenig nasce come figlio di un gruista, cresce a Harlingerode (Bad Harzburg in Landkreis Goslar). Dopo gli studi obbligatori lavora come argentiere, falegname, cameriere e streetworker per il progetto antidroga Release a Berlino. Dopo aver frequentato di John Allens il Theatre of All Possibilities si reca con Allen negli USA, per studiare recitazione. Dal 1972 al 1974 vive nella fattoria di Allen presso la fattoria di Santa Fe (Nuovo Messico). Dopo il ritorno in Germania rcita a Berlino al Grips-Theater.
Nel 1975 Hoenig debutta al cinema in Unter dem Pflaster ist der Strand di Helma Sanders-Brahms. Seguirà nel 1981 la partecipazione al film di Wolfgang Petersen U-Boot 96.

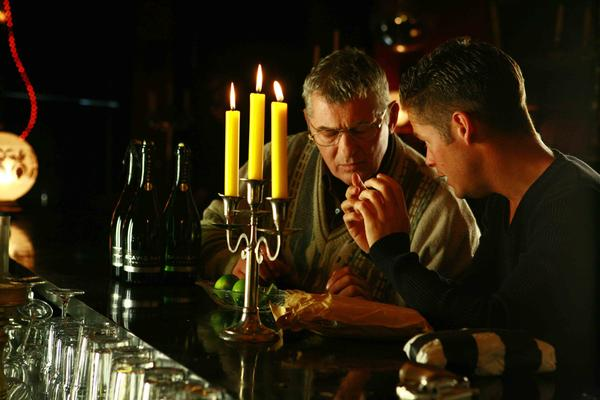
Heinz Hoenig in Kopf oder Zahl con il regista Benjamin Eicher, 2006

Dal 1998 al 2001 è il protagonista di Stan Becker. Dal 2008 al 2016 interpreta diversi ruoli nella serie ZDF Das Traumschiff. Dal 2018 interpreta zio Mike nella serie ZDF Herr und Frau Bulle con Alice Dwyer e Johann von Bülow.

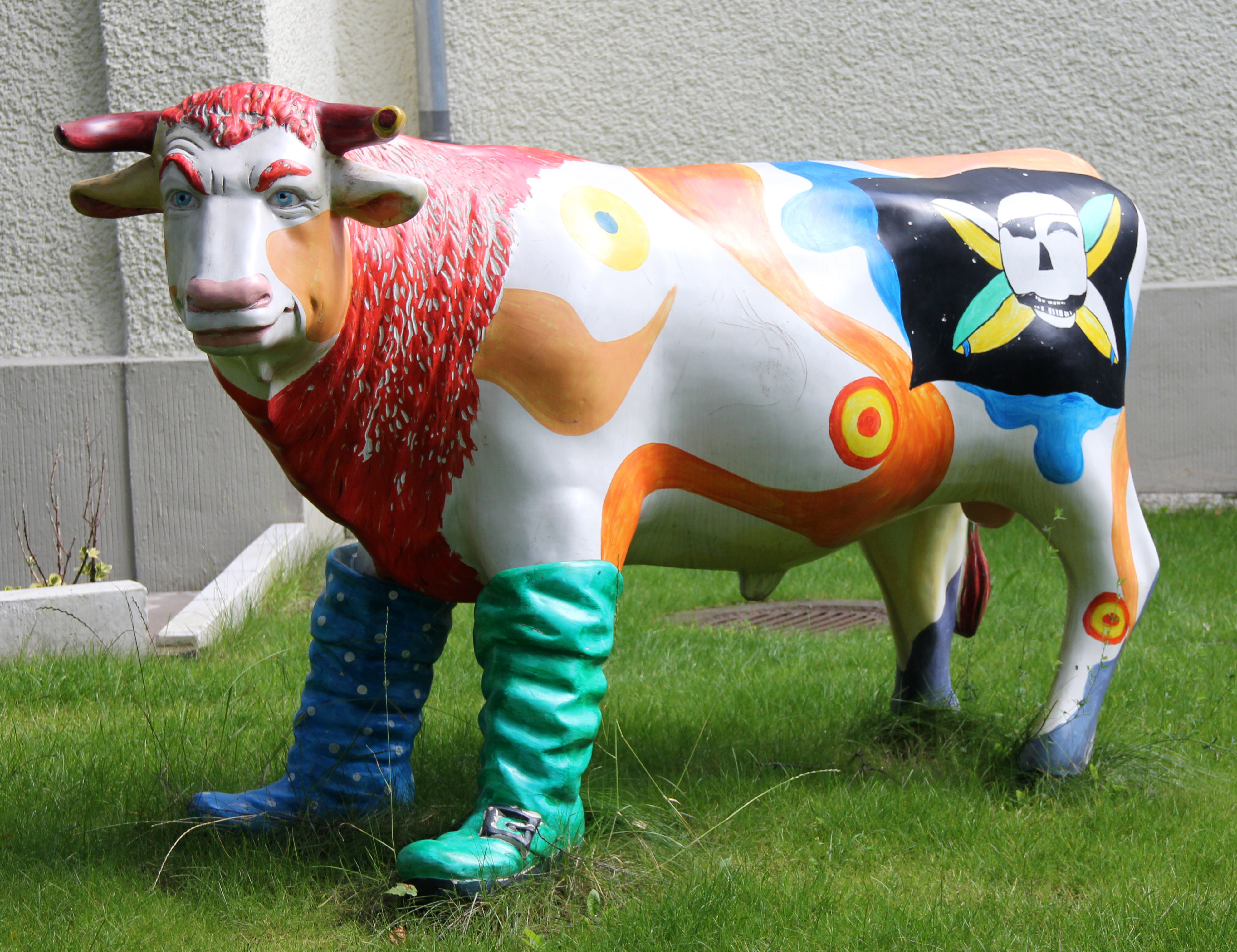
Heinz der Stier in Berlin-Steglitz

Hoenig fonda nel 2002 l'iniziativa Heinz der Stier per aiutare bambini traumatizzati.
Heinz Hoenig sposa nel 1988 Simone Hoenig-Zimmerli. Dal matrimonio nasce una figlia (* 1988) e un figlio (* 1990). Il 25 marzo 2012 muore la moglie a 52 anni. Sposa successivamente Annika Kärsten-Hoenig, nel 2019, con la quale ha due figli (* 2020, * 2022). Vive a Blankenburg (Harz).

## Opere
- Heinz Hoenig, Paul Barz, Meine Freiheit nehm ich mir. Erinnerungen an 50 wilde Jahre, auch als Hörcassette und als Audio-CD, Bergisch Gladbach, Lübbe, 2002, ISBN 3-7857-2104-8.

## Onorificenze
- 1982: Deutscher Darstellerpreis in categoria esordienti
- 1992: Telestar per Die Angst wird bleiben
- 1993: Deutscher Filmpreis in categoria miglior sceneggiatura per Krücke
- 1993: Goldener Gong per Einer zahlt immer
- 1996: Bayerischer Fernsehpreis per Der Schattenmann
- 1997: Adolf-Grimme-Preis per Der Schattenmann (con Dieter Wedel e Stefan Kurt)
- 1998: Goldene Kamera per Der König von St. Pauli
- 1998: Bambi per Der König von St. Pauli
- 2002: Siegfried-Lowitz-Preis
- 2005: Kinderlachen-Preis